# The Derby Day
The Derby Day é uma pintura a óleo de grandes dimensões com uma vista panorâmica do The Derby, pintada por William Powell Frith ao longo de 15 meses de 1856 a 1858. Foi descrita pela Christie's como a "indiscutível obra-prima" do autor e "o exemplo definitivo do género vitoriano".
A versão original está na Tate Britain em Londres. Tal como muitas das obras de Frith, o autor pintou uma segunda versão anos depois, hoje exposta na Manchester Art Gallery. Um estudo em óleo foi vendido em 2011.